# Adéla ještě nevečeřela
Adéla ještě nevečeřela je česká filmová komedie natočená v roce 1977 ve Filmovém studiu Barrandov Oldřichem Lipským jako parodie na filmy o neohrožených detektivech a jejich všehoschopných protivnících. V roce 1980 obdržela cenu Saturn pro nejlepší zahraniční film. Postava barona Kaunitze byla použita z románu Jaroslava Haška Osudy dobrého vojáka Švejka za světové války.

## Děj filmu
Děj se odehrává v Praze na počátku 20. století, v době rozmanitých technických novinek a rozvoje nových detektivních metod. Hlavní hrdina – americký detektiv Nick Carter (Michal Dočolomanský) se s pomocí českého komisaře Ledviny (Rudolf Hrušínský) snaží vyšetřit záhadné zmizení psa, který se jmenoval Gert, z uzavřeného pokoje. Ze zmizení psa je podezřelá masožravá rostlina – Adéla, kterou mohl vypěstovat jedině zločinec zvaný Zahradník (Miloš Kopecký), který však má být již nebožtíkem. Nick Carter plány mezinárodního zločince Zahradníka odhalí a zneškodní jeho bandu. Odjíždí vlakem z Prahy do Egypta řešit záhadné zmizení Cheopsovy pyramidy. V závěrečné scéně filmu se vyhrabe z uhlí na lokomotivě Zahradník (Miloš Kopecký) za pomoci své pomocnice Karin (Olga Schoberová), a doprovázejí tak Nicka Cartera na jeho nové působiště.

## Obsazení
| Michal Dočolomanský | Nick Carter, americký detektiv (dabovaný Františkem Němcem)                                     |
| Rudolf Hrušínský    | Josef Ledvina, komisař pražské policie                                                          |
| Miloš Kopecký       | baron Rupert von Kratzmar, mezinárodní zločinec zvaný Zahradník, vlastním jménem Matěj Kráčmera |
| Václav Lohniský     | komorník barona von Kratzmara                                                                   |
| Ladislav Pešek      | Albín Boček, penzionovaný gymnaziální profesor                                                  |
| Naďa Konvalinková   | Květuše Bočková, jeho vnučka                                                                    |
| Květa Fialová       | hraběnka Thunová                                                                                |
| Olga Schoberová     | hraběnčina společnice Karin alias kočičí tanečnice Irma (dabovaná Libuší Švormovou)             |
| Martin Růžek        | baron Franz von Kaunitz, pražský policejní ředitel                                              |

## Zajímavosti
Role Nicka Cartera byla nabídnuta americkému herci Robertu Redfordovi. Scénář se mu líbil, ale jeho agent se vysmál honoráři.
Ladislav Matějka, na kterého se ptá Albín Boček, jestli ho Nick Carter nezná v Americe, byl skutečně v Americe žijící kamarád Jiřího Brdečky. Je mj. autorem obsáhlého třídílného vydání korespondence Voskovce a Wericha.
Podobu a stěžejní animaci masožravé rostliny vytvořil Jan Švankmajer, který byl v té době v nemilosti. Trochu trpce si stěžoval, že si na něj vždycky vzpomněli, jen když něco potřebovali. Přitom film stál na tom, zda se Adélu podaří přesvědčivě animovat.

## Divadelní zpracování
Na hudbu Ondřeje Brouska vznikl podle filmu muzikál, uváděný pražským Divadlem Broadway od října 2008.
Recesistické divadelní zpracování filmu bylo dvakrát uvedeno v listopadu 2010 v zámeckém barokním divadle v Českém Krumlově v nastudování místního spolku Proradost.